# Не говори маме, что няня умерла
«Не говори маме, что няня умерла» (англ. Don't Tell Mom the Babysitter's Dead) — комедийный фильм для подростков.

## Сюжет
Главной героиней фильма является семнадцатилетняя ученица старшей школы Сью Эллен Крэндел, которая из-за нехватки денег не может провести летние каникулы в Европе с друзьями. Из-за этого Сью приходится остаться дома с братьями Кенни, Заком и Уолтером, а также с сестрой Мелиссой, в то время как их мать уезжает в Австралию вместе со своим любовником. Со своими детьми миссис Крэндел оставляет уже пожилую няню — госпожу Стюрок. На первый взгляд она кажется милой и скромной старушкой, но после ухода матери превращается в тирана, ненавидящего детей. Однако через какое-то время госпожа Стюрок умирает из-за сердечного приступа, а труп старушки обнаруживает Сью Эллен. Дети решили погрузить тело в багажник и оставить его около морга. Но вскоре детей ждала ещё одна проблема: деньги, оставленные их матерью, остались с госпожой Стюрок.
Дабы прокормиться и оплатить счета, Сью Эллен устраивается в местную забегаловку. Но, несмотря на довольно хорошие отношения с коллегами, в частности с парнем Брайаном, с которым девушка имела романтические отношения, Сью Эллен увольняется оттуда. Сью подделывает резюме и под видом молодого модельера решает устроиться секретарём. Однако резюме Эллен настолько поражает директора компании Роуз Линдси, что та сразу же назначает Эллен своим заместителем. Сью начинает воровать деньги из компании, намереваясь вернуть всё после того, как получит зарплату.
Вскоре Эллен узнает, что компания может обанкротиться, и предлагает своему начальнику выпустить новую линию одежды. На это Роуз соглашается, однако показ этой линии она должна будет провести в своем доме. Эллен уговаривает своих братьев и сестру помочь с показом. Однако в это время возвращается мать Эллен, и девушке приходиться во всем признаться. Несмотря на ложь, Роуз хвалит Эллен за то, что придуманный ею дизайн спас компанию от банкротства, и предлагает Сью постоянную работу. Однако Эллен отказывается от этого, говоря, что хочет сначала получить высшее образование. Вскоре они договариваются о совместном ужине.
В конце мы видим разговор между Эллен и Брайаном, но их прерывает миссис Крэндел, которая хочет знать, где сейчас госпожа Стюрок. После нам показывают её могилу, которую посещают два работника морга, получившие деньги миссис Крэндел, оставленные вместе с трупом её детьми. На могиле написано: «Здесь находится милая старушка, умершая своей смертью».

## Актёрский состав
- Кристина Эпплгейт — Сью Эллен Крэнделл
- Джоанна Кэссиди — Роуз Линдси
- Джон Гетц — Гас Брэндон
- Кит Куган — Кеннет «Кенни» Крэнделл
- Джош Чарльз — Брайан
- Кончетта Томей — миссис Крэнделл
- Дэвид Духовны — Брюс
- Кимми Робертсон — Кэти Хендерсон
- Джейн Брук — Кэролин
- Эда Рейсс Мерин — миссис Стюрак
- Роберт Хай Горман — Уолтер Крэнделл
- Даниэль Харрис — Мелисса Крэнделл
- Кристофер Петтье — Закари «Зак» Крэнделл
- Дэн Кастелланета — анимационная миссис Стюрак (озвучивание)

## Саундтрек
- «Draggin' the Line», от Beat Goes Bang
- «Perfect World», от Alias
- «What She Don’t Know», от Flame
- «Keep the Faith», от Valentine
- «Chains», от Lorraine Lewis
- «Only Have Eyes For You», от Timothy B. Schmit
- «The Best Thing», от Boom Crash Opera
- «Viva La Vogue», от Army of Lovers
- «Stampede», от Brad Gillis
- «Bitter», от Terrell
- «Life’s Rich Tapestry», от Modern English
- «Children of the Fire», от Mike Reeves
- «Runnin' on Luck Again», от Valentine
- «Gimme Some Money», от Spinal Tap
- «As Time Goes By», от Herman Hupfield
- «(Love Is) The Tender Trap»
- «Twilight Zone Theme», от Marius Constant

## Критика
На агрегаторе рецензий Rottten Tomatoes рейтинг одобрения составляет 36 % на основе 33 отзывов со средней оценкой 4, 2 из 10. На премии The New York Post фильм победил в номинации «Лучший подростковый фильм 1991 года».

## Ремейк
В июне 2010 года появились сообщения о том, что компания The Mark Gordon Company собирается снять ремейк по фильму и в настоящее время работает над ним. По состоянию на октябрь 2014 года подробности о съёмках неизвестны.